# Opération Limousin
Pour les articles homonymes, voir Limousin.
Conflit avec le FROLINAT
Batailles
Ounianga Kébir · Gouro

Le Tibesti, région du Tchad et zone de combat.

L'opération Limousin est une opération militaire française menée au Tchad de 1969 à 1971 dans le but de contrer le Front de libération nationale du Tchad (FROLINAT) qui mène une guérilla et menace la capitale N’Djaména. Cette opération est la plus vaste opération anti-insurrectionnelle depuis la guerre d'Algérie, mais aussi la première opération extérieure de l'armée française en Afrique.

## Situation et historique
Après qu’elle eut fait partie de l’Afrique-Équatoriale française, la République du Tchad est devenue indépendante le 11 août 1960 et Tombalbaye en est le premier président. Ses frontières ont été formées par l’administration locale et non au regard de frontières naturelles d’aspect géographique. Le pays n’a pas d’accès à la mer, a une superficie de 1 284 000 km2 et une population de 3,5 à 4 millions d’habitants en 1973.
Il comprend trois grandes régions naturelles : les zones sud et nord et une zone intermédiaire appelée le Sahel. Le Tchad est composé de plusieurs ethnies possédant chacune sa langue propre. Il est un des rares pays d’Afrique possédant une telle diversité humaine. Le nord du pays est islamisé et certains secteurs comme Dar el abid sont animistes ou chrétiens. 10 % du territoire est occupé par 48 % de la population.
Des rébellions éclatent dès octobre 1965 à cause d’un mécontentement provoqué par les abus et erreurs d'organisation de l'Administration tchadienne, mouvement alimenté par des aspirations ethniques et religieuses. Le Front de libération nationale du Tchad ne cessera de s'accroître et bénéficiera de l’aide des forces de Khartoum qui les laissera passer sur leur territoire. C'est ainsi que Tombalbaye fait appel une première fois à la France en application des accords de défense en février 1968 qui envoie des unités pour intervenir contre les rebelles. Mais cette intervention est passée inaperçue puisque dans le même temps les chars soviétiques écrasent le printemps de Prague en Europe. Les forces françaises après avoir laissé un détachement de quelques hommes pendant un an sont contraintes de revenir en avril 1969.

## Déroulement
L'opération Limousin débute d'abord par une phase de sécurisation du territoire. Les rebelles du Front de libération nationale du Tchad (FROLINAT), soutenus par l'étranger et dont les forces se structurent, sont traqués par les forces déployées et par un dispositif d'assistance auprès de l'armée tchadienne. « Limousin » mobilise de nombreux moyens pour lutter contre ces rebelles : la composante terrestre compte environ 2 000 hommes et bénéficie d'un soutien aérien (avions et hélicoptères). En ce qui concerne les corps d'armées mobilisés, l'armée de terre intervient grâce à la compagnie parachutiste du 6e régiment d'infanterie coloniale et du 2e régiment étranger de parachutistes relevé, en avril 1970, par un le 3e régiment d'infanterie de marine. Après l'arrivée sur le territoire, les soldats français sont directement confrontés à un groupe de 250 rebelles à Mongo, à l'est de la capitale. Les opérations menées conduisent à de violents combats mais, progressivement, les troupes françaises gagnent du terrain. Le 11 octobre 1970, les militaires français doivent faire face à un guet-apens sur la piste Faya-Bardaï lors d'un convoi. Douze soldats français tombent au combat et 60 rebelles sont tués. C'est l'embuscade de Bedo. 
L'armée française a constitué une force mixte franco-tchadienne. Outre des milices d’autodéfense, la France a formé des compagnies tchadiennes d’infanterie encadrées par un total de 650 Français et intégrées dans les groupements tactiques français. Le 6e régiment interarmes d'outre-mer comprenait par exemple deux unités françaises et une compagnie parachutiste locale. Par la suite, au fur et à mesure de la formation des cadres locaux, les unités tchadiennes ont repris leur autonomie et formé l’armée nationale.
En août 1972, des négociations permettent de retirer l'essentiel des forces françaises ; ne reste sur place qu'un détachement d’assistance militaire technique afin de mener des opérations de transport ou d'appui feu (opération Palétuvier en décembre 1972).
À la suite de l'opération Limousin, l’opération Bison s’achève à l'été 1972 par la visite au Tchad du président Georges Pompidou. Elle aura réussi à apaiser une partie du pays sans toutefois en finir avec la rébellion tchadienne, qui continuera d'agir dans le nord et dans l'est du pays. L'opération Limousin laisse derrière elle un lourd bilan humain, de 39 morts et 102 blessés du côté des Français et plus de 200 du côté tchadien.